# Élections législatives israéliennes de 2015
Les élections législatives israéliennes de 2015 se sont déroulées de manière anticipée le 17 mars 2015,,,.

## Contexte
Après la démission d'Amir Peretz, alors ministre de la protection environnementale, le 9 novembre 2014, deux autres ministres ont également quitté le gouvernement Netanyahou. Ainsi, Tzipi Livni, la ministre de la Justice, et Yaïr Lapid, le ministre des Finances, ont été limogés le 2 décembre 2014 par le Premier ministre après que ces derniers se soient opposés à plusieurs reprises à la politique gouvernementale de la coalition et notamment au projet de réforme de la constitution israélienne consistant à définir Israël comme État juif. Le scrutin était initialement prévu pour novembre 2017.
Les deux partis de centre gauche — le Parti travailliste (15 sièges en 2013) et le parti Hatnuah (six sièges en 2013) — présentent une liste commune : l'Union sioniste.
L'ancien leader du parti Shas, Eli Yishaï, forme un nouveau parti nommé Yachad (en). Ce dernier parti ainsi que Otzma Yehudit présentent une liste commune, à l'extrême droite de l'échiquier.
Les différents partis arabes, ainsi que la coalition d'extrême gauche Hadash, présentent une liste commune pour la première fois : la Liste unifiée, conséquence du changement de la loi électorale, qui risquait de tous les priver de représentation s'ils partaient séparés.

## Mode de scrutin
Les 120 députés de la Knesset sont élus tous les quatre ans, au plus tard le troisième mardi du mois hébraïque de heshvan, par un scrutin proportionnel plurinominal. Le seuil électoral passe désormais à 3,25 % des suffrages (contre 2 % auparavant), à la suite d'un amendement de la loi électorale voté par la Knesset le 11 mars 2014.  Cette augmentation a été défendue par le Premier ministre Netanyahou afin de renforcer la stabilité politique du pays, bien que, selon ces détracteurs, elle serait plutôt un moyen de priver de toute représentation les petits partis s'opposant à la politique du Premier ministre.

## Sondages avant scrutin
Selon les derniers sondages (Channell 10 du 13 mars 2015), la liste de l'Union sioniste est créditée de 24 sièges, 4 devant le Likoud, parti du Premier ministre. La Liste unifiée est donnée à 13 sièges, les centristes de Yesh Atid à 12, à égalité avec l'extrême droite Le Foyer juif, le centre droit de Koulanou, héritier du parti Kadima est lui crédité de 10 sièges, les partis haredim Shas et Judaïsme unifié de la Torah à égalité à sept sièges, suivent la gauche écologiste de Meretz avec cinq sièges, à égalité avec le parti nationaliste Israel Beytenou.

## Résultats
| Inscrits                    | Inscrits                 | Inscrits                                              | 5 881 696 |             |                       |                       |
| Abstentions                 | Abstentions              | Abstentions                                           | 1 626 958 | 27,66 %     |                       |                       |
| Votants                     | Votants                  | Votants                                               | 4 254 738 | 72,34 %     |                       |                       |
|                             |                          |                                                       |           |             |                       |                       |
| Bulletins enregistrés       | Bulletins enregistrés    | Bulletins enregistrés                                 | 4 254 738 |             |                       |                       |
| Bulletins blancs ou nuls    | Bulletins blancs ou nuls | Bulletins blancs ou nuls                              | 43 854    | 1,03 %      |                       |                       |
| Suffrages exprimés          | Suffrages exprimés       | Suffrages exprimés                                    | 4 210 884 | 98,97 %     | 120 sièges à pourvoir | 120 sièges à pourvoir |
|                             |                          |                                                       |           |             |                       |                       |
| Liste                       | Têtes de liste           | Tendance politique                                    | Suffrages | Pourcentage | Sièges acquis         | Var.                  |
| Likoud                      | Benyamin Netanyahou      | centre droit/droite national-libéral et conservatrice | 985 408   | 23,4 %      | 30 / 120              | +12                   |
| Union sioniste              | Isaac Herzog             | travaillistes, centristes et écologistes              | 786 313   | 18,67 %     | 24 / 120              | +3                    |
| Liste unifiée               | Ayman Odeh               | extrême gauche et minorité arabe                      | 446 583   | 10,61 %     | 13 / 120              | +2                    |
| Yesh Atid                   | Yaïr Lapid               | centre laïc                                           | 371 602   | 8,82 %      | 11 / 120              | -8                    |
| Koulanou                    | Moshe Kahlon             | centre social-libéral                                 | 315 360   | 7,49 %      | 10 / 120              | nouveau               |
| Le Foyer juif               | Naftali Bennett          | droite sioniste religieuse                            | 283 910   | 6,74 %      | 8 / 120               | -4                    |
| Shas                        | Aryé Dery                | ultra-orthodoxes séfarades                            | 241 613   | 5,74 %      | 7 / 120               | -4                    |
| Israel Beytenou             | Avigdor Liberman         | droite populiste et national-conservatrice            | 214 906   | 5,1 %       | 6 / 120               | -7                    |
| Judaïsme unifié de la Torah | Yaakov Litzman           | ultra-orthodoxes ashkénazes                           | 210 143   | 4,99 %      | 6 / 120               | -1                    |
| Meretz                      | Zehava Gal-On            | gauche pacifiste, socialiste et écologiste            | 165 529   | 3,93 %      | 5 / 120               | -1                    |
| Yachad (en)                 | Eli Yishaï               | droite/extrême droite religieuse                      | 125 158   | 2,97 %      | 0 / 120               | nouveau               |
| Ale Yarok                   | Néant                    | gauche libérale                                       | 47 180    | 1,12 %      | 0 / 120               | 0                     |
| La liste arabe              | Taleb el-Sana (en)       |                                                       | 4 301     | 0,1 %       | 0 / 120               | nouveau               |
| HaYerukim                   | Néant                    | écologistes                                           | 2 992     | 0,07 %      | 0 / 120               | 0                     |
| Tous amis Na Nach (en)      | Néant                    | bratslav                                              | 2 493     | 0,06 %      | 0 / 120               | 0                     |
| U'Bizchutan (en)            | Ruth Korian (he)         | femmes ultra-orthodoxes                               | 1 802     | 0,04 %      | 0 / 120               | nouveau               |
| Espoir pour le changement   | Néant                    |                                                       | 1 385     | 0,03 %      | 0 / 120               | 0                     |
| Parti pirate (en)           | Néant                    | droits à l'information et à la vie privée             | 895       | 0,02 %      | 0 / 120               | 0                     |
| Fleur                       | Néant                    |                                                       | 823       | 0,02 %      | 0 / 120               | nouveau               |
| Brit Olam (en)              | Néant                    |                                                       | 761       | 0,02 %      | 0 / 120               | 0                     |
| Autres listes               | Néant                    |                                                       | 2 488     | 0,06 %      | 0 / 120               |                       |

## Gouvernement de coalition
Le Likoud de Benyamin Netanyahou a formé son gouvernement, après 40 jours de tractation, avec une majorité de sièges au parlement regroupant Koulanou, Judaïsme unifié de la Torah, Shas et Le Foyer juif.